# نراد آیینی
نراد آیینی (نام علمی: Abies religiosa) نام یک گونه از سرده نراد است.